# Вест-Перрін (Флорида)
Вест-Перрін (англ. West Perrine) — переписна місцевість (CDP) в США, в окрузі Маямі-Дейд штату Флорида. Населення — 10 602 особи (2020).

## Географія
Вест-Перрін розташований за координатами 25°36′22″ пн. ш. 80°21′50″ зх. д. / 25.60611° пн. ш. 80.36389° зх. д. (25.606102, -80.363929).  За даними Бюро перепису населення США в 2010 році переписна місцевість мала площу 4,55 км², уся площа — суходіл.

## Демографія
Згідно з переписом 2010 року, у переписній місцевості мешкало 9460 осіб у 2967 домогосподарствах у складі 2236 родин. Густота населення становила 2080 осіб/км².  Було 3336 помешкань (733/км²).
Расовий склад населення:
| - 62,7 % — чорних або афроамериканців - 30,9 % — білих - 1,0 % — азіатів - 0,3 % — корінних американців - 2,9 % — осіб інших рас |

До двох чи більше рас належало 2,2 %. Частка іспаномовних становила 31,7 % від усіх жителів.
За віковим діапазоном населення розподілялося таким чином: 28,0 % — особи молодші 18 років, 61,0 % — особи у віці 18—64 років, 11,0 % — особи у віці 65 років та старші. Медіана віку мешканця становила 33,8 року. На 100 осіб жіночої статі у переписній місцевості припадало 89,8 чоловіків;  на 100 жінок у віці від 18 років та старших — 84,6 чоловіків також старших 18 років.
Середній дохід на одне домашнє господарство  становив 47 264 долари США (медіана — 39 841), а середній дохід на одну сім'ю — 48 015 доларів (медіана — 42 695). Медіана доходів становила 32 401 долар для чоловіків та 28 714 долари для жінок. За межею бідності перебувало 29,6 % осіб, у тому числі 48,4 % дітей у віці до 18 років та 21,0 % осіб у віці 65 років та старших.
Цивільне працевлаштоване населення становило 3893 особи. Основні галузі зайнятості: освіта, охорона здоров'я та соціальна допомога — 25,0 %, роздрібна торгівля — 17,0 %, мистецтво, розваги та відпочинок — 12,0 %, транспорт — 9,5 %.